# Carcharomodus
Carcharomodus escheri
Genre
Espèce
Carcharomodus est un genre fossile de requins de la famille des Lamnidae qui a vécu lors du Miocène. 
Une seule espèce est connue : Carcharomodus escheri.

## Classification
Le genre Carcharomodus et l'espèce Carcharomodus escheri sont décrits par Kriwet, Mewis & Hampe en 2015